# Fentalē Isate Gemora
Fentalē Isate Gemora är en vulkan i Etiopien.   Den ligger i regionen Oromia, i den centrala delen av landet, 130 km öster om huvudstaden Addis Abeba. Toppen på Fentalē Isate Gemora är 2 007 meter över havet.
Terrängen runt Fentalē Isate Gemora är huvudsakligen kuperad. Fentalē Isate Gemora är den högsta punkten i trakten. Runt Fentalē Isate Gemora är det ganska tätbefolkat, med 67 invånare per kvadratkilometer. Närmaste större samhälle är Metahāra, 8,5 km söder om Fentalē Isate Gemora. Trakten runt Fentalē Isate Gemora består i huvudsak av gräsmarker.